# Zbrodnia w Mołożowie
Zbrodnia w Mołożowie – zbrodnia dokonana we wsi Mołożów 6 maja 1943 na cywilnej ludności ukraińskiej przez oddział Kedywu.
Według raportu niemieckiego trzech mieszkańców Mołożowa zostało zastrzelonych i ciężko ranionych, sześć osób spaliło się, a siedem uległo ciężkim poparzeniom. Napastnicy spalili 60 zagród, a w nich 29 sztuk bydła, 15 koni i 34 świnie. Raport oceniał liczebność polskiego oddziału na 80 ludzi.
Według dokumentów OUN spalono 59 gospodarstw, liczba ofiar łącznie w Mołożowie i Strzelcach wyniosła 54 osoby, w tym 50 mężczyzn i 4 kobiety.
Atak na Mołożów był odwetem polskiego podziemia za niemiecką akcję Ukraineraktion (niemiecki plan osiedlania ludności narodowości ukraińskiej w ramach wysiedleń Polaków z Zamojszczyzny), dokonywaną często przy udziale Ukraińskiej Policji Pomocniczej. Mołożów był wsią częściowo zasiedloną przez ukraińskich przesiedleńców.